# Northern Inuit Dog
Il Northern Inuit Dog o cani Inuit del Nord, insieme ad altre linee di selezione quali il cane Tamaskan, il cane British Timber e l'Utonagan, è una razza di cane sviluppata da un progetto di allevamento degli anni '80 nel Regno Unito con l'obiettivo di produrre una razza di cane che assomigli ai lupi.

## Storia
I cani Inuit del Nord discendono da cani di razza sconosciuta importati dal Nord America negli anni '80 che sono stati incrociati con Alaskan Malamute, Pastori tedeschi, Siberian Huskies e forse Samoiedo, l'intenzione del progetto di allevamento era di creare un cane dall'aspetto simile a un lupo che potesse essere tenuto come cane da compagnia e che potesse anche essere addestrato per altri compiti.
Il progetto di allevamento Northern Inuit Dog si è successivamente suddiviso in una serie di linee di razza, tra cui il cane Tamaskan, il cane British Timber e l'Utonagan.
I Northern Inuit Dogs sono stati utilizzati nelle riprese della serie televisiva Game of Thrones per interpretare i metalupi.
Un Tamaskan è stata la mascotte vivente del Wolfpack dello stato dell'NC dal 2010, apparendo a margine delle partite di calcio, partite di bocce e altri eventi di calcio e basket maschile.